# Ercheia niveostrigata
Ercheia niveostrigata är en fjärilsart som beskrevs av W. Warren 1913. Ercheia niveostrigata ingår i släktet Ercheia och familjen nattflyn. Inga underarter finns listade i Catalogue of Life.